# Fürst-Pückler-Eis

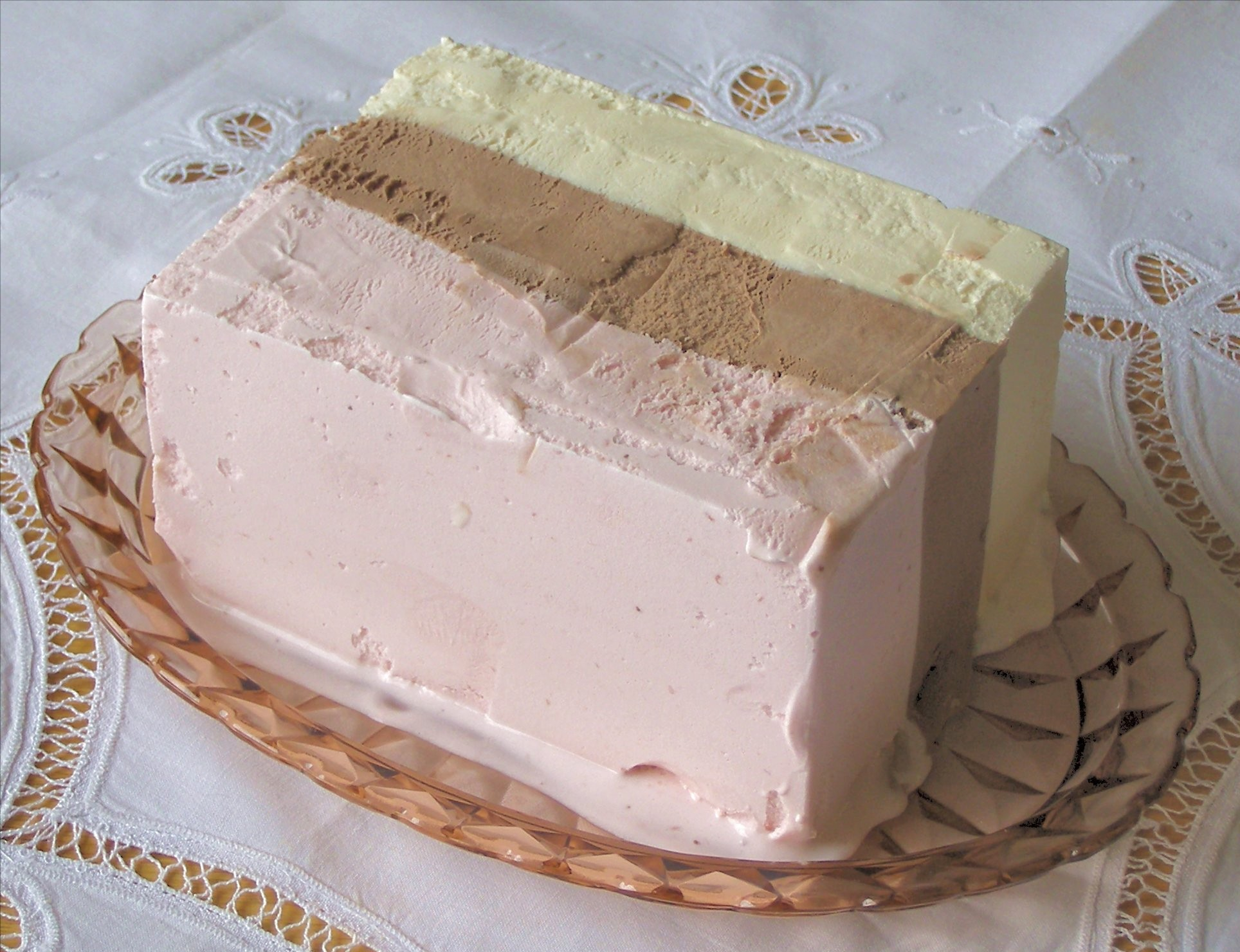
Fürst-Pückler-Eis

Das Fürst-Pückler-Eis (frz. demi-glace à la Pückler) ist eine Eisspezialität aus drei verschiedenen Eissorten, welche gemeinsam gefroren werden. Das Eis wurde nach dem Landschaftsarchitekten und Reiseschriftsteller Hermann von Pückler-Muskau (1785–1871) benannt.

## Geschichte
Das älteste bekannte Rezept für ein Eis dieses Namens stammt von dem Königlich-Preußischen Hofkoch Louis Ferdinand Jungius, der Pückler 1839 in seinem Kochbuch ein dreischichtiges Sahneeis widmete.
Vermittelt durch Pücklers Braut und spätere Frau Lucie von Hardenberg, geschiedene von Pappenheim, war Jungius im Zeitraum 1817 bis 1819 als „Koch bey H. Graf von Pückler“ im Muskauer Schloss tätig. Die Muskauer Kirchenbücher weisen ihn als „Mundkoch seiner Majestät des Königs von Preußen in Berlin, jü. Sohn H. Johann Friedrich Jungius, Prinzl. Küchenmeisters zu Reinsberg“ aus. Sie nennen ihn als Vater eines unehelichen Kindes und verzeichnen seine Trauung mit der Schuhmacherstochter Caroline Henriette Sophie Seidel. Jungius könnte das Eis also bereits in Muskau „erfunden“ haben.
Dessen Hauptbestandteile waren geschlagene Sahne, Zucker und frische Früchte oder im Winter Konfitüre, die in einer Form in Schichten angeordnet waren. Wegen des hohen Fettgehalts der Sahne gefriert die Masse nur halb.

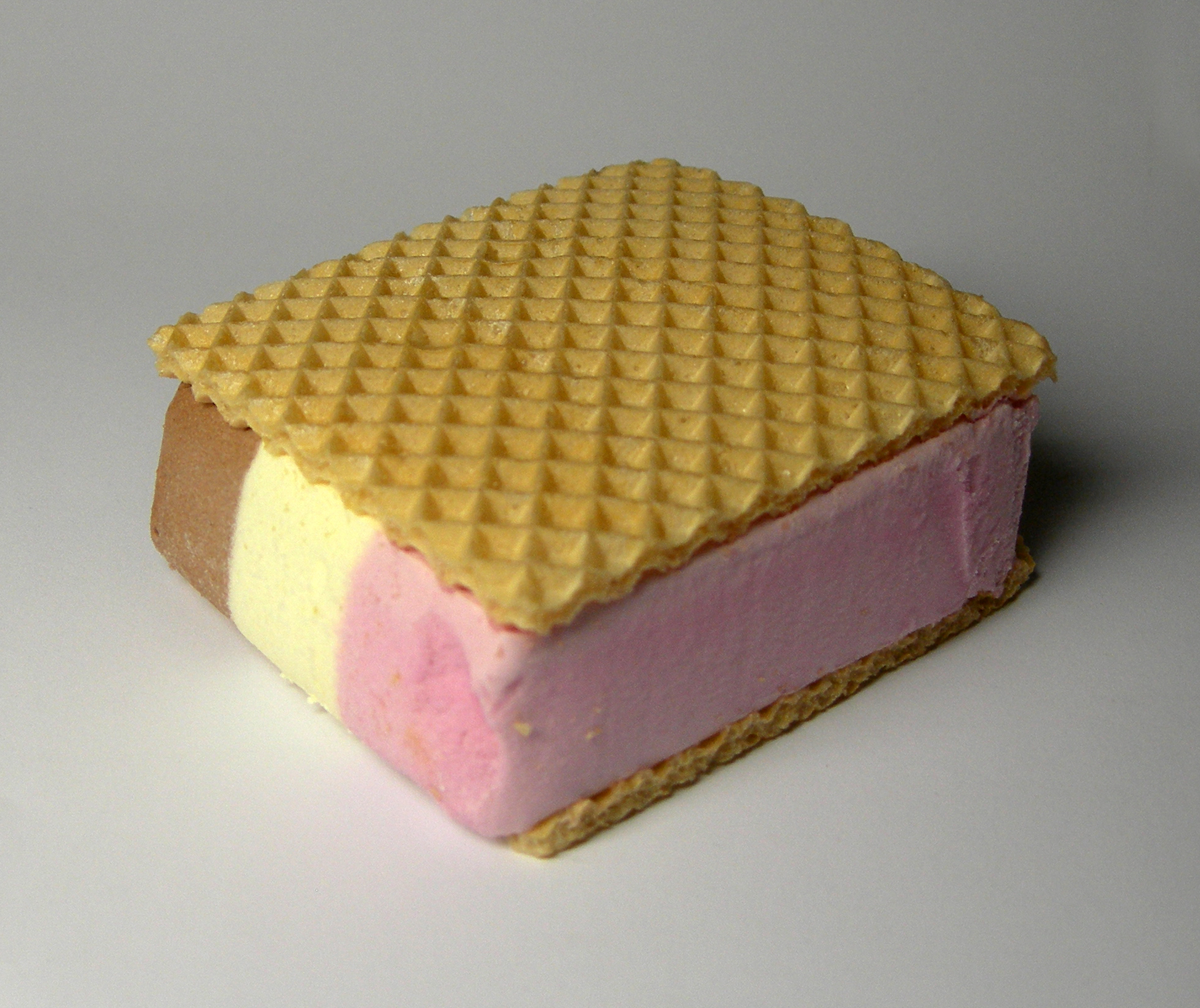
Fürst-Pückler-Schnitte

Daraus entwickelte sich später eine Zubereitung aus Schokoladen-, Erdbeer- oder Himbeereis und einer mit Maraschino aromatisierten hellen Makronen-Eis-Masse. Mittlerweile werden keine Makronen mehr verwendet. Die heute als Fürst-Pückler-Eis bezeichnete Spezialität ist in der Regel eine Kombination von Schokoladen- und Erdbeer- oder Himbeer- mit Vanilleeis. Sehr bekannt und verbreitet ist die Fürst-Pückler-Schnitte, bei der dreischichtige Eiscreme zwischen zwei Waffeln oder als Eispastete angeboten wird. Bei industriell hergestelltem Speiseeis bedeutet die Bezeichnung nach Fürst-Pückler-Art, dass es aus drei Schichten in den genannten Geschmacksrichtungen besteht.
International wird für diese Kombination aus Vanille-, Erdbeer- und Schokoladeneis meist die englische Bezeichnung Neapolitan ice cream oder Neapolitan slice (Neapolitanische Schnitte) verwendet, wobei sich der Name ursprünglich auf die Herstellung eines Schichteises in einer italienischen Eisform bezog und unabhängig von den Geschmacksrichtungen war.
Zur Kombination Himbeer-, Vanille- und Schokoladeneis (plus kandierte Früchte) siehe auch Cassata-Eis.

## Film
- Fürst Pücklers Eis. Dokumentarfilm, Deutschland, 2017, 14:34 Min., Buch und Regie: Michael Erler, Produktion: MDR, Reihe: Unsere köstliche Heimat, Erstsendung: 24. März 2018 bei MDR Fernsehen, Inhaltsangabe und online-Video von MDR.